# Ab Gaj
Ab Gaj (auch Ab Gach oder Abgarch, Persisch: آب گاج) ist eine Siedlung in Afghanistan. Sie gehört zum Distrikt Wakhan der Provinz Badachschan. Ab Gaj liegt am See Daryā-ye Yamīt, der Teil des Flusses Pandsch ist und an der tadschikischen Grenze. Nahe der Siedlung liegen die mächtigen Gipfel des Pamir-Gebirges. In Ab Gaj leben überwiegend Pamir-Völker wie Wakhi und Tadschiken.
Es gibt keine zuverlässige Quelle über Einwohnerzahlen, da es keine richtige kommunale Gliederung gibt und viele Einwohner Nomaden sind. 